# Steic
Steic – wieś w Rumunii, w okręgu Gorj, w gminie Cătunele. W 2011 roku liczyła 224 mieszkańców.